# Confederación Gaya

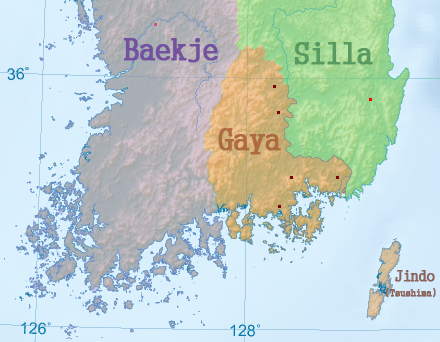
Silla, Baekje y Gaya.

La Confederación Gaya (en hangul, 가야; en hanja, 加耶 o 伽倻; romanización revisada, Gaya; McCune-Reischauer, Kaya) fue un estado menor de la península de Corea, en el valle del Río Nakdong, en la época denominada de los "Tres Reinos" (primeros siglos de nuestra era). Estos reinos eran Silla (o Shilla), Goguryeo y Baekje.
Consistía en una confederación de muchos estados controlados por un jefe local con el título de "Wang" (rey). Originalmente fueron nueve, pero se conocen solo algunos como Geumgwan (Bon) Gaya, o Dae (Mioyama) Gaya. Tuvo una existencia autónoma entre el 42 y el 532, año en que fue absorbida por Silla. Poco más se sabe acerca de Gaya (etnia, política, hechos, cronología, etc.).
Los sitios arqueológicos de Gaya mayormente son las tumbas y los restos de sus bienes funerarios excavados por los arqueólogos. Las tumbas son principalmente de los siglo Ⅲ y Ⅳ, notablemente Daeseong-dong en Gimhae y Bokcheon-dong en Busan donde estaban los cementerios reales de Gaya.

## Nombre
Aunque es conocida mayoritariamente como Gaya (가야; 加耶, 伽耶, 伽倻), probablemente por transcribir las palabras coreanas a hanja, los fuentes históricas usan diversos nombres, por ejemplo, Garak (가락; 駕洛, 迦落; kaɾak), Gara (가라; 加羅, 伽羅, 迦羅, 柯羅 kaɾa), Garyang (가량;加良), y Guya (구야; 狗耶 kuja). Christopher I. Beckwith dijo que Gaya [Kaya] es el modo de lectura de coreano moderno usado a fin de representar el nombre; la pronunciación /kara/ o “kala” es cierta.
Como Gaya conservaba gran cantidad de hierro en torno a su dominio, tenía otro nombre de “reino de hierro”.

## Historia
Según la leyenda de Samguk Yusa (siglo XIII) un cofre con seis huevos descendió del cielo, de los que nacieron seis gigantes, que se convirtieron en los nuevos gobernantes de Gaya. El gobernante más poderoso fundó Geumgwan Gaya, y otros cinco se coronaron en Daegaya, Seongsan Gaya, Ara Gaya, Goryeong Gaya, y Sogaya.
Las entidades de Gaya evolucionaron de 12 tribus de la confederación Byeonhan más antigua, una de Samhan en torno al sur de Corea. La sociedad de jefatura luego crecía en forma de seis grupos de Gaya bajo la iniciativa de Geumgwan Gaya. Basado en los datos de excavación y los documentos históricos, eruditos como Sin identificaron el final del siglo III como un periodo de transición de Byeonhan a Gaya, con un aumento de la actividad militar y cambios en las costumbres funerarias.
Sin argumenta además que esto se asoció con la sustitución de las élites anteriores en algunos principados por elementos que llegaron al sur de Corea desde las fuerzas norteñas del reino de Buyeo, con un estilo más militarista.
La época de Gaya generalmente se dividió en dos fases, anterior y posterior. El momento de cambio fueron los ataques de Goguryeo al sur, a fin de evitar las ofensivas combinadas de Gaya y Wa(ahora japonés). Goguryeo, que recibió la demanda urgente de la corte de Silla envió sus militares bajo el rey Gwanggaeto el Grande en 400. Una serie de batallas en esa época debilitó la iniciativa de Geumgwan que resultó en la transferencia del poder a Daegaya, más noroeste.
La confederación de Gaya se disolvió en 562 cuándo Silla la derrotó en represalia por apoyar a Baekje en la guerra de Silla y Baekje.

## Economía
La ubicación de las entidades de Gaya era un afluente del río Nakdong, que facilitaba su acceso al mar y las minas de hierro con la tierra fértil. Su economía mayoritariamente se centraba en agricultura, pesca y comercio intermediario. Como Byeonhan había florecido por la producción de hierro, Gaya también conservaba su fuerza por refinar sus recursos y venderlos a Baekje, Lelang y Wa de la época Yamato.

## Galería

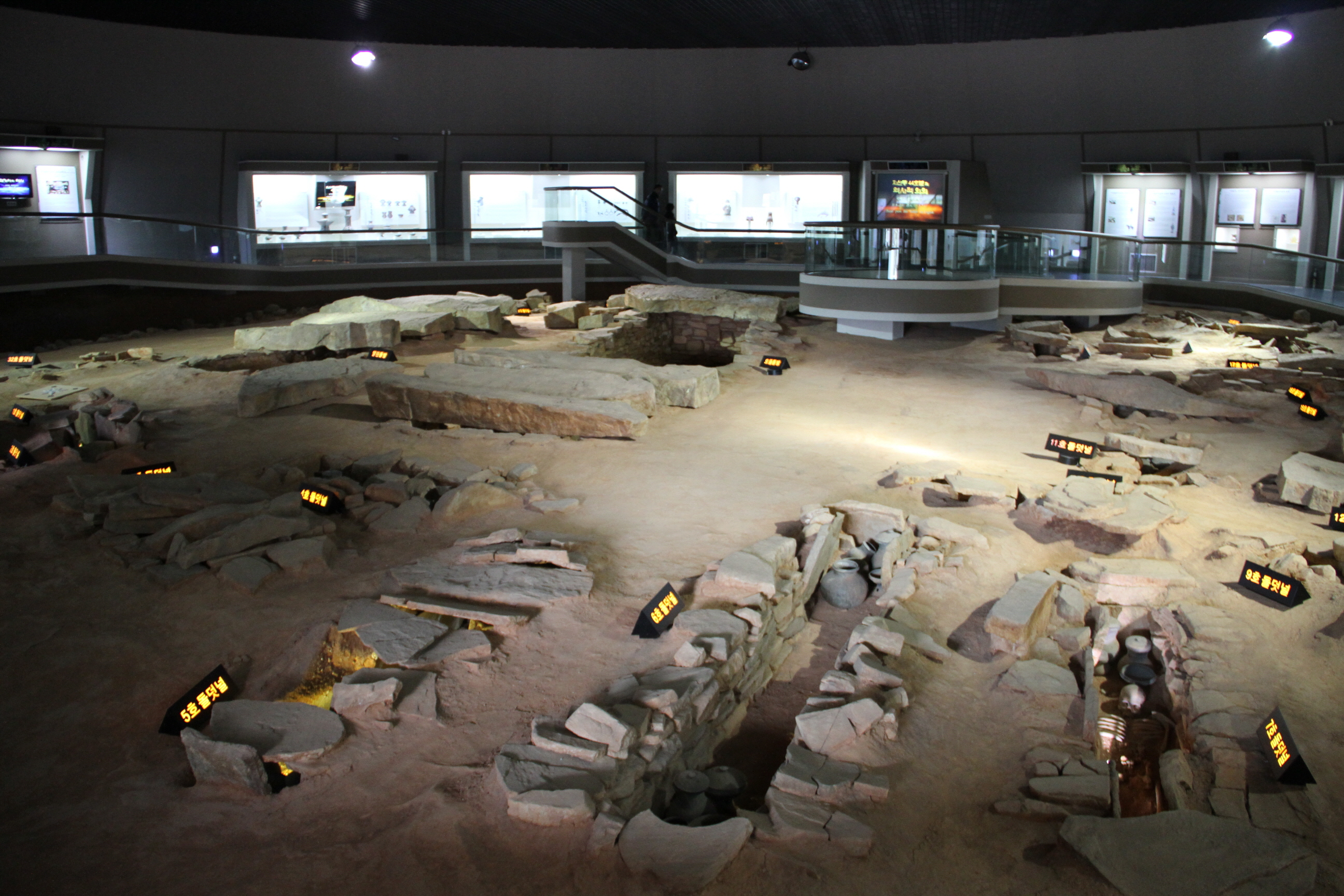
Una exposición de la tumba real de Daegaya. Goryeong, Gyeongsangbuk-do.
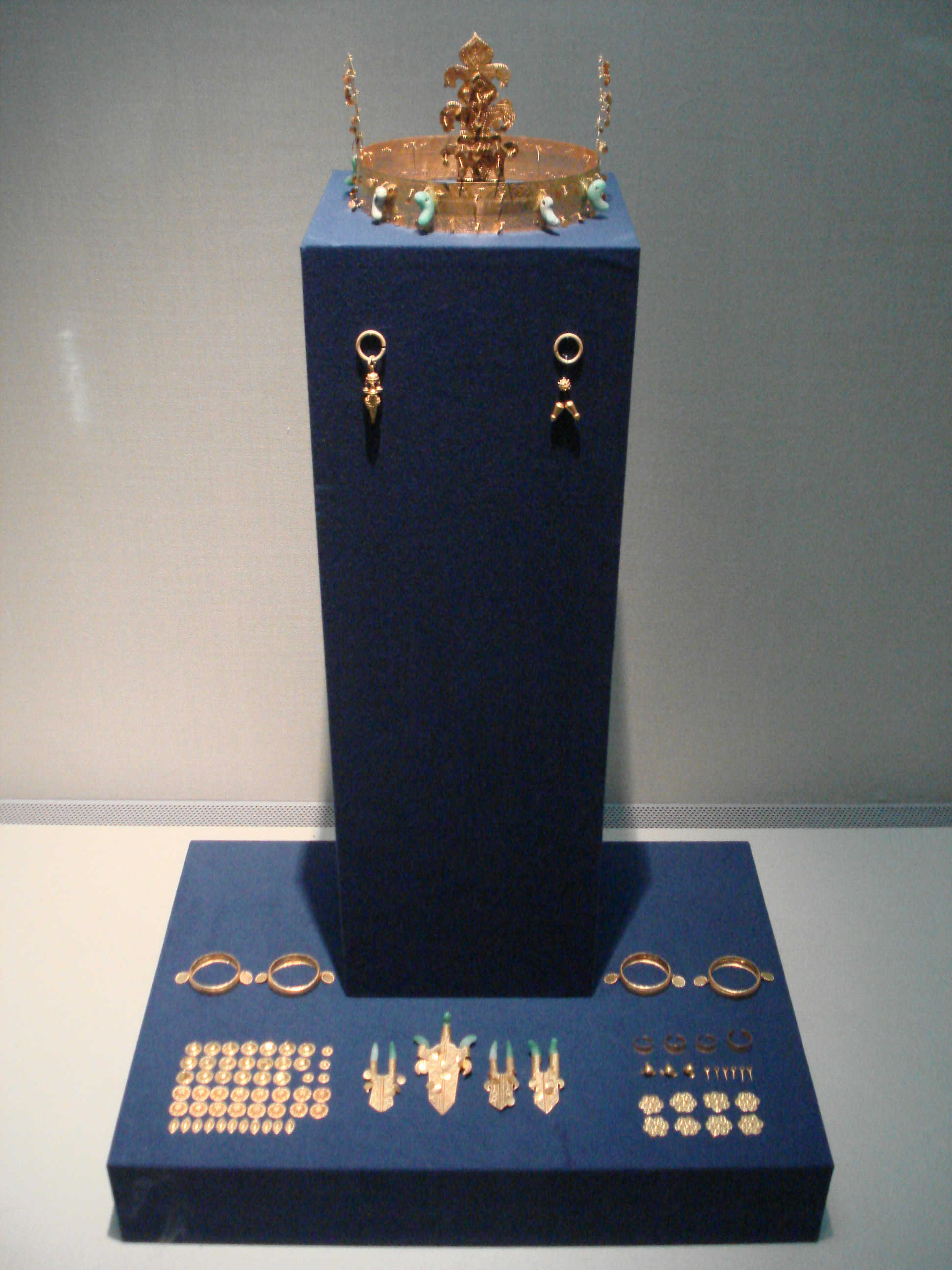
Corona de oro y accesorios
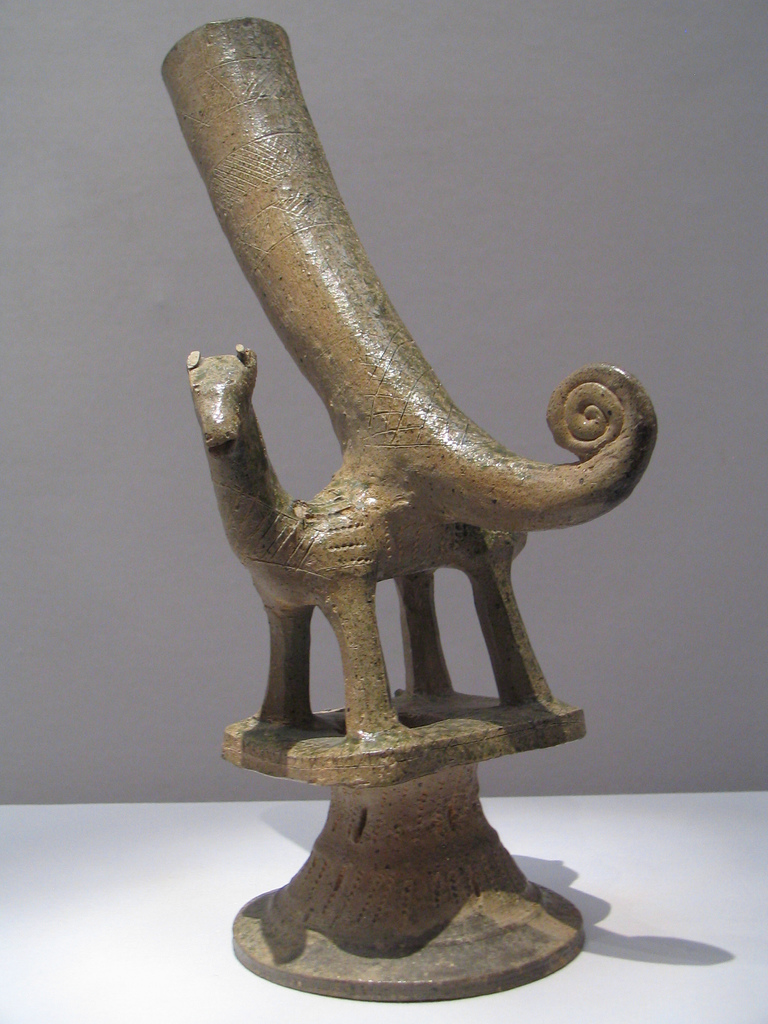
Copa en forma de cuerno de la Confederación Gaya que puede ilustrar la conexión de la cultura persa a través de la Ruta de la Seda a Corea.
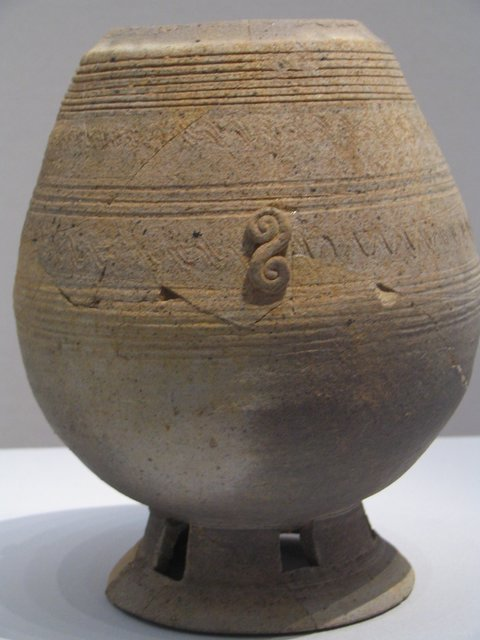
Cerámica de la Confederación Gaya en el Museo Nacional de Corea.
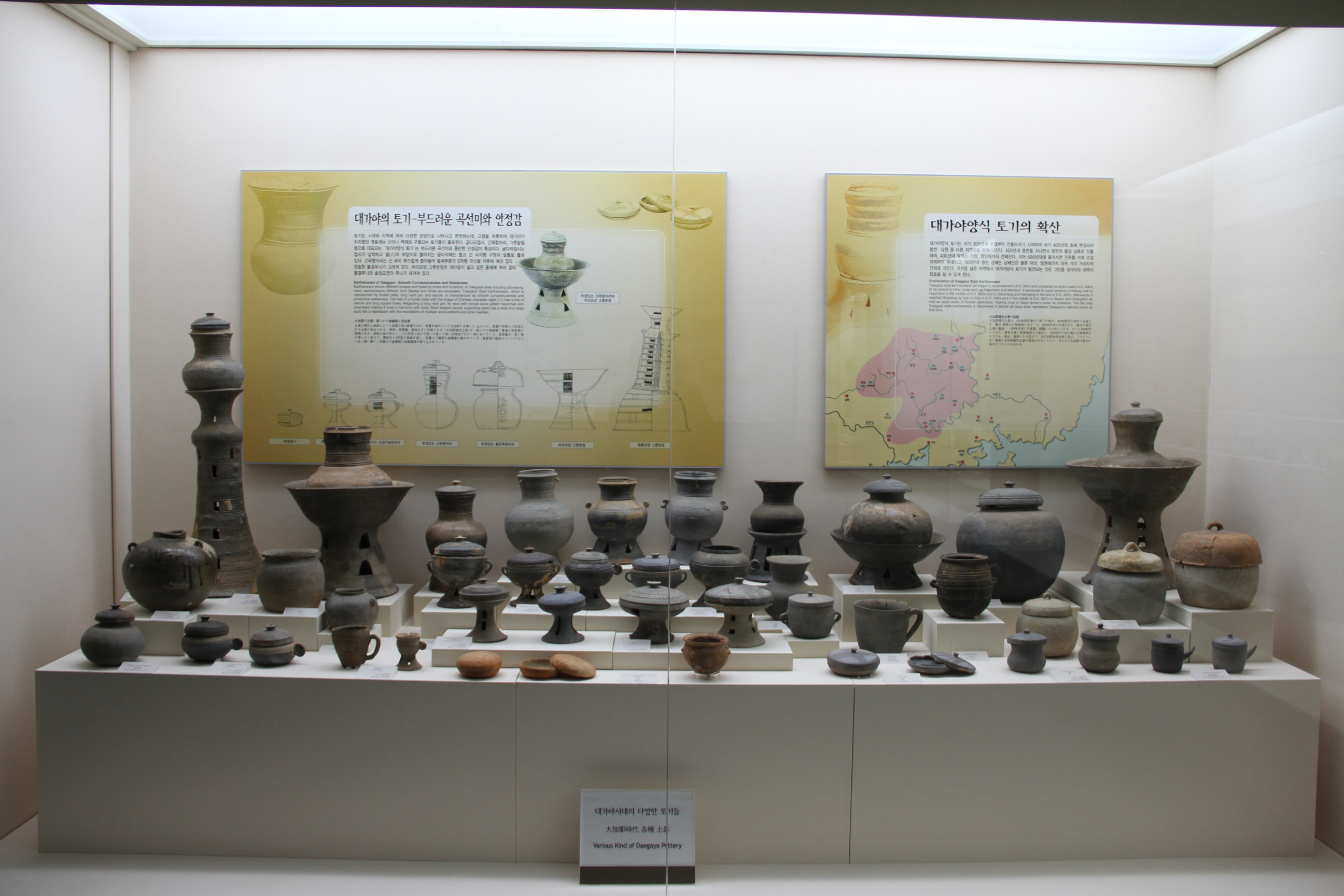
Exibición de loza en el Museo de Degaya.
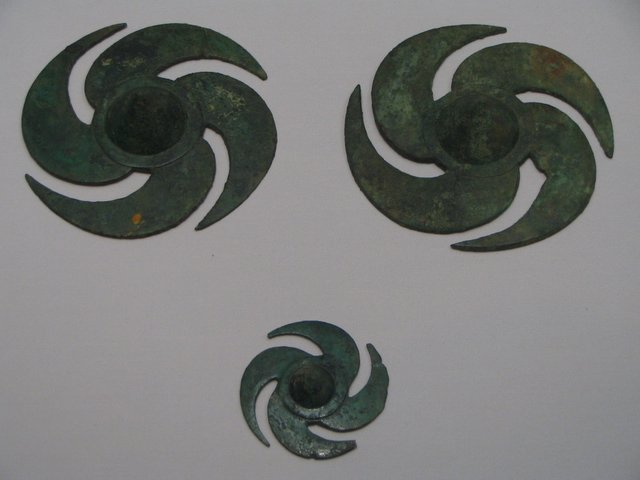
Adornos de escudo excavados en el cementerio de Daeseong-dong en Gimhae.
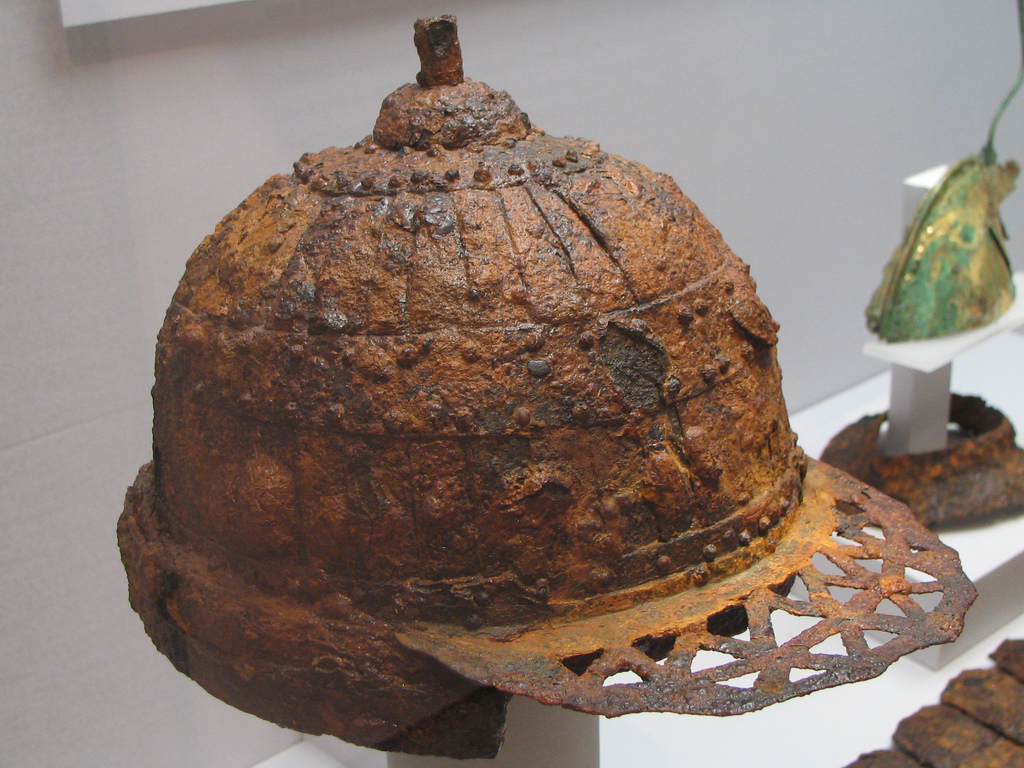
Este casco de hierro ilustra la habilidad del trabajo de hierro y la importancia del hierro en el valle del río Nakdong.
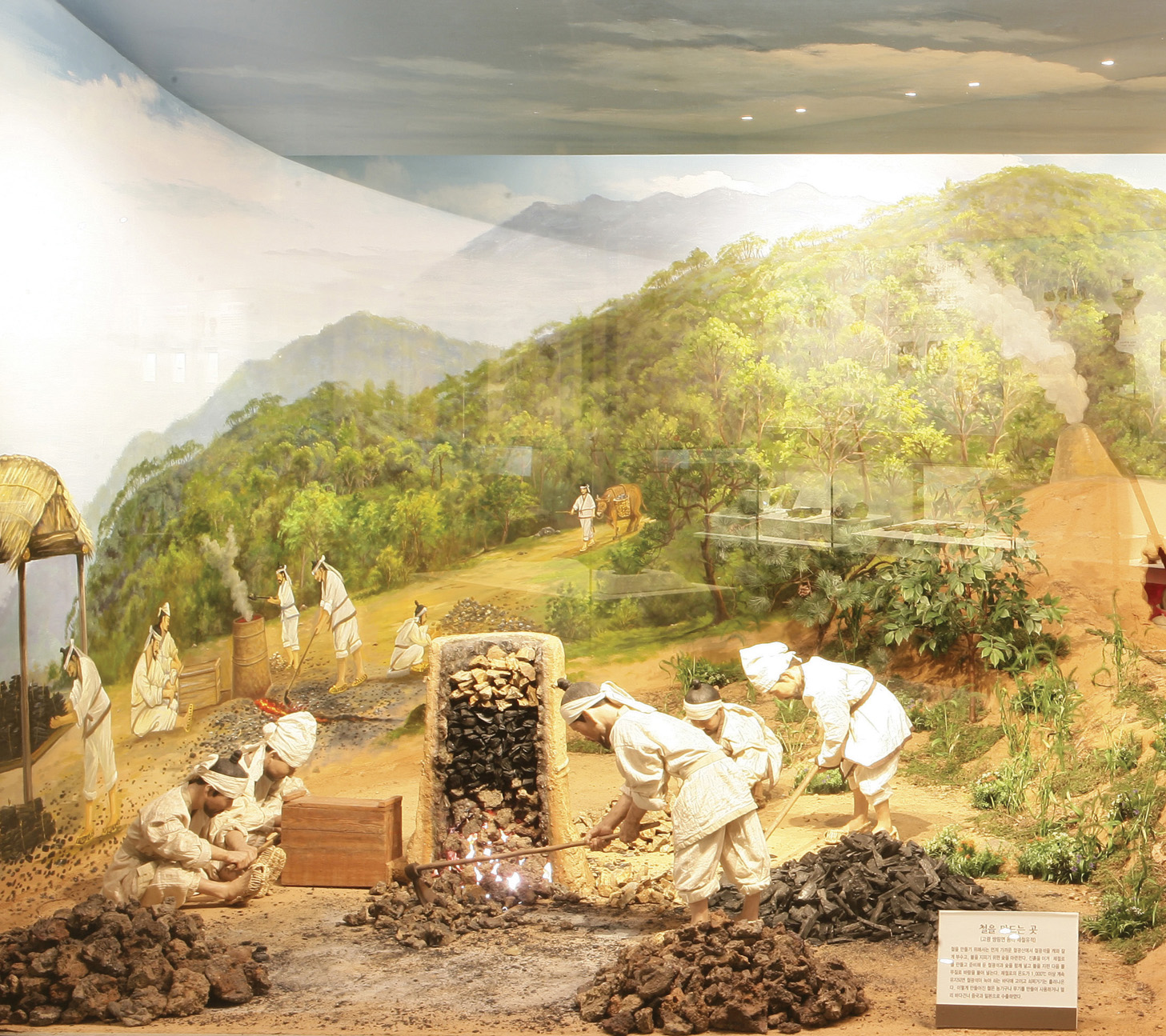
Modelo refinado de las personas en la época de la Confederación Gaya.
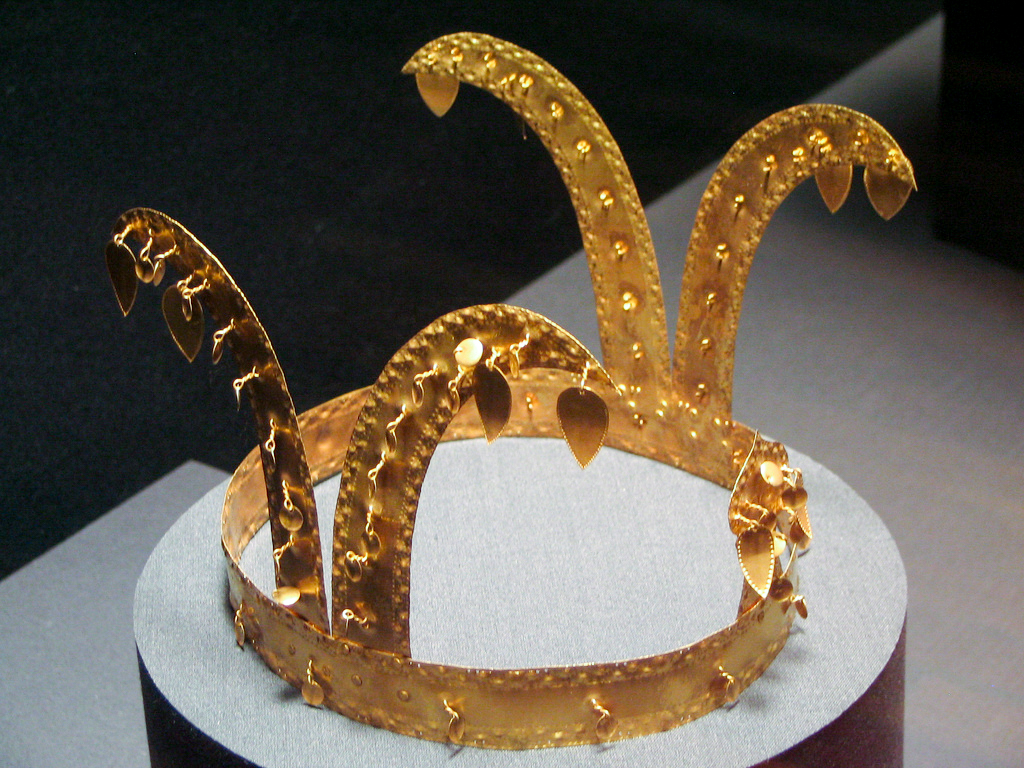
Corona de la Confederación Gaya
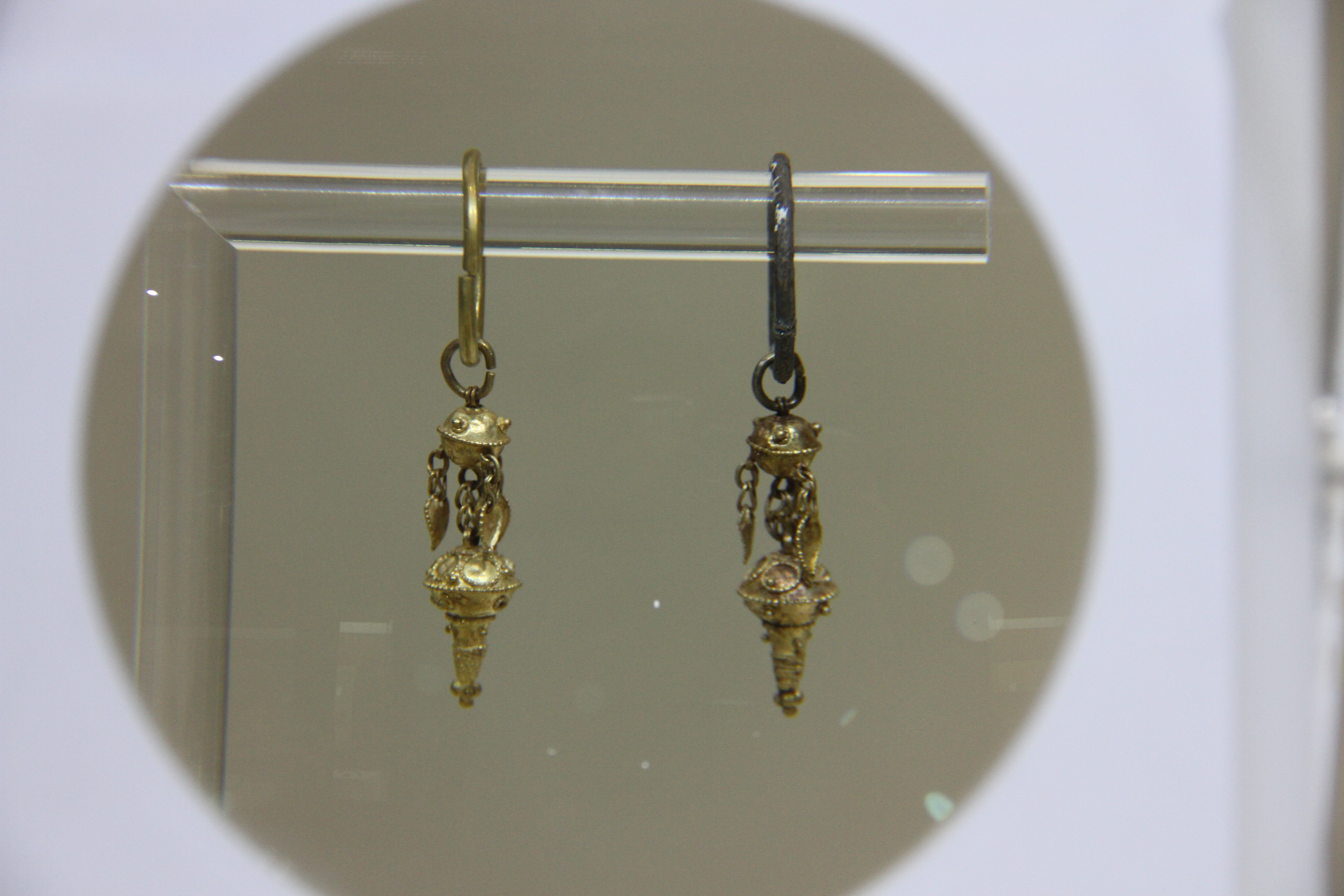
Pendientes de la Confederación Gaya.
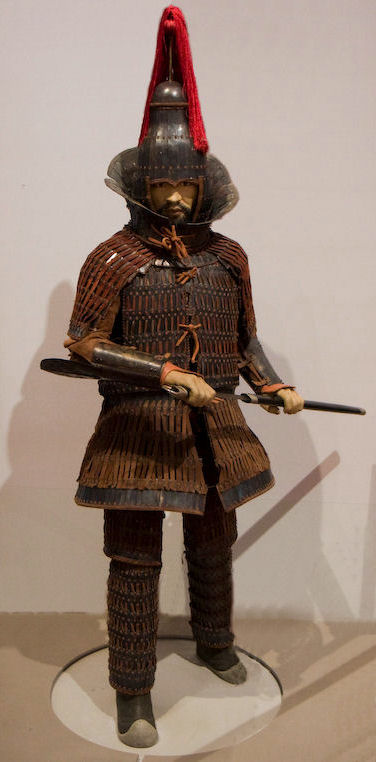
Soldado de la Confederación Gaya